# Málagavin
Málagavin er en sød hedvin med oprindelse i den spanske provins Málaga, fremstillet af Pedro Ximénez og muskateldrue. Centrum for fremstilling af Málagavin er Sierra de Almijara, samt Antequera, Archidona, San Pedro de Alcántara, Vélez-Málaga og Cómpeta. Historien for vinfremstilling i Málaga og de omkringliggende bjerge er en af de ældste i Europa. Som for mange af verdens kendte dessertvine, så faldt efterspørgslen på dem dramatisk i det 20. århundrede, og det frygtedes at disse vine hurtigt ville forsvinde. På det seneste er interessen dog genopstået, og Málagavin er ved at vende tilbage på verdensmarkedet.